# Michail Botvinnik
Michail Moisejevitj Botvinnik (ryska: Михаил Моисеевич Ботвинник), född 17 augusti 1911 i Kuokkala i Terijoki i Storfurstendömet Finland (nu Repino i Leningrad oblast i Ryssland), död 5 maj 1995 i Moskva, var en rysk (sovjetisk) schackspelare som var internationell stormästare och världsmästare i sammanlagt cirka 16 år.
Han vann sovjetiska mästerskapen första gången 1931, en bedrift han återupprepade 1933, 1939, 1941, 1945 och 1952. Genom goda resultat i internationella turneringar betraktades han som en av flera rättmätiga utmanare till dåvarande världsmästaren Aleksandr Alechin. Kriget förhindrade emellertid schackutbytet och Aljechin dog 1946. Botvinnik vann 1948 en officiell turnering om världsmästartiteln anordnad av världsschackförbundet FIDE. Han försvarade titeln i officiella titelmatcher 1951 mot David Bronstein (oavgjort 12-12, men reglerna stipulerade att världsmästaren behöll titeln) och 1954 mot Vasilij Smyslov. Dock förlorade han den 1957 mot samme Smyslov. I den garanterade returmatchen vann han tillbaka titeln med 12.5–10.5.
År 1960 förlorade han titeln mot Michail Tal, men vann tillbaka den i returmatchen nästföljande år. 1963 spelade han en titelmatch mot Tigran Petrosian, som han förlorade. Nu hade FIDE bestämt att inga fler returmatcher skulle tillåtas. Något som kan ses som en reaktion mot att Botvinnik alltsedan 1948 hade utformat alla VM-bestämmelser själv, om än under sovjetiska schackförbundets täckmantel. Likväl fortsatte Botvinnik att spela i internationella turneringar till 1970.
Botvinnik startade en schackskola, som gav högre undervisning åt särskilt utvalda schackspelare. Flera framgångsrika schackspelare kom att utvecklas genom undervisningen, såsom de senare världsmästarna Kasparov, Karpov och Kramnik.
När Botvinniks karriär som schackspelare var avslutad fokuserade han på sin schackskola och på datorschack. Under större delen av sitt liv var han också aktiv inom det sovjetiska kommunistpartiet. Han kom att betraktas som stalinist.
Botvinnik dog av cancer 1995.